# Zbór ewangelicko-augsburski w Wieliczce

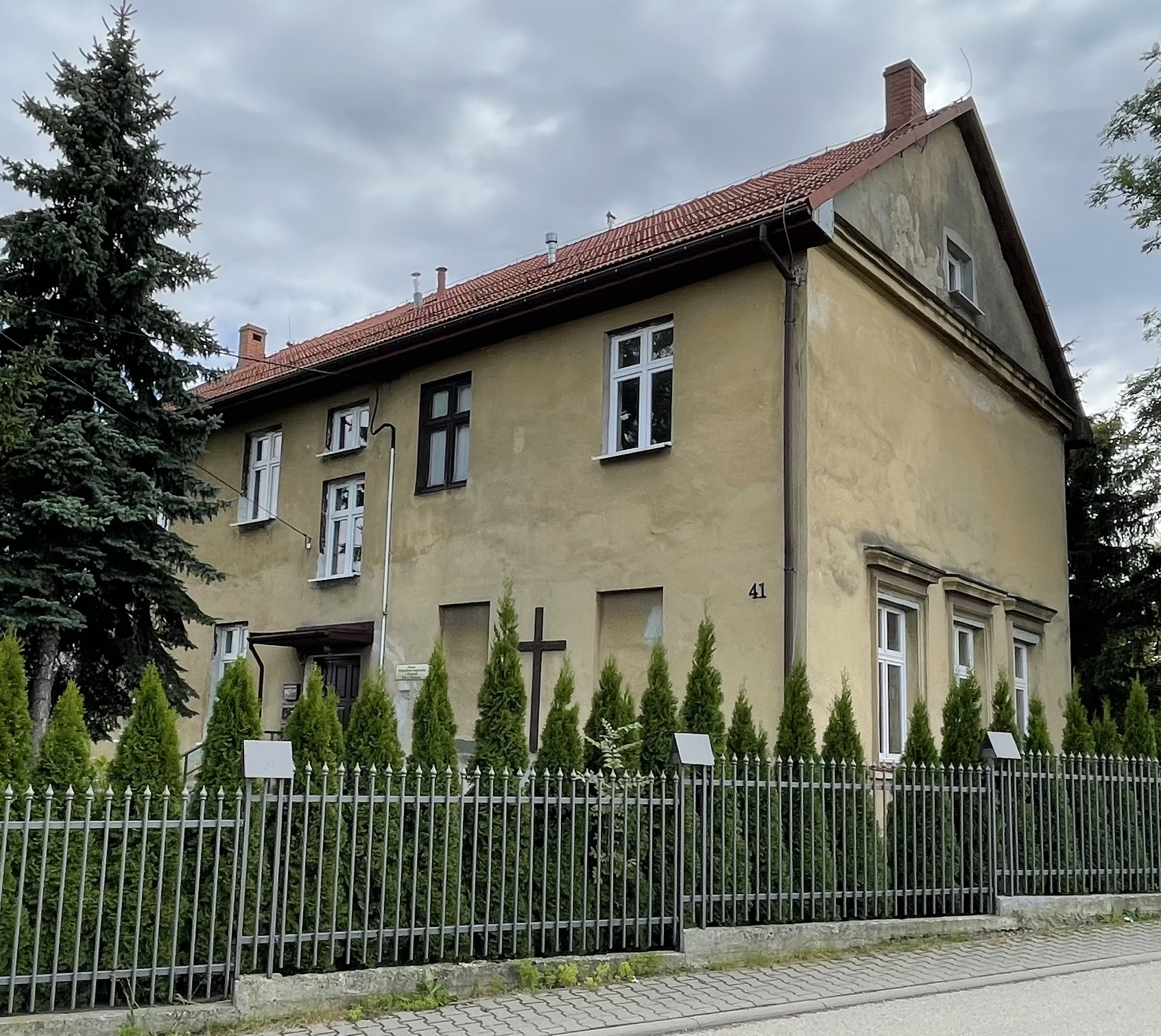
Kaplica ewangelicka w Wieliczce

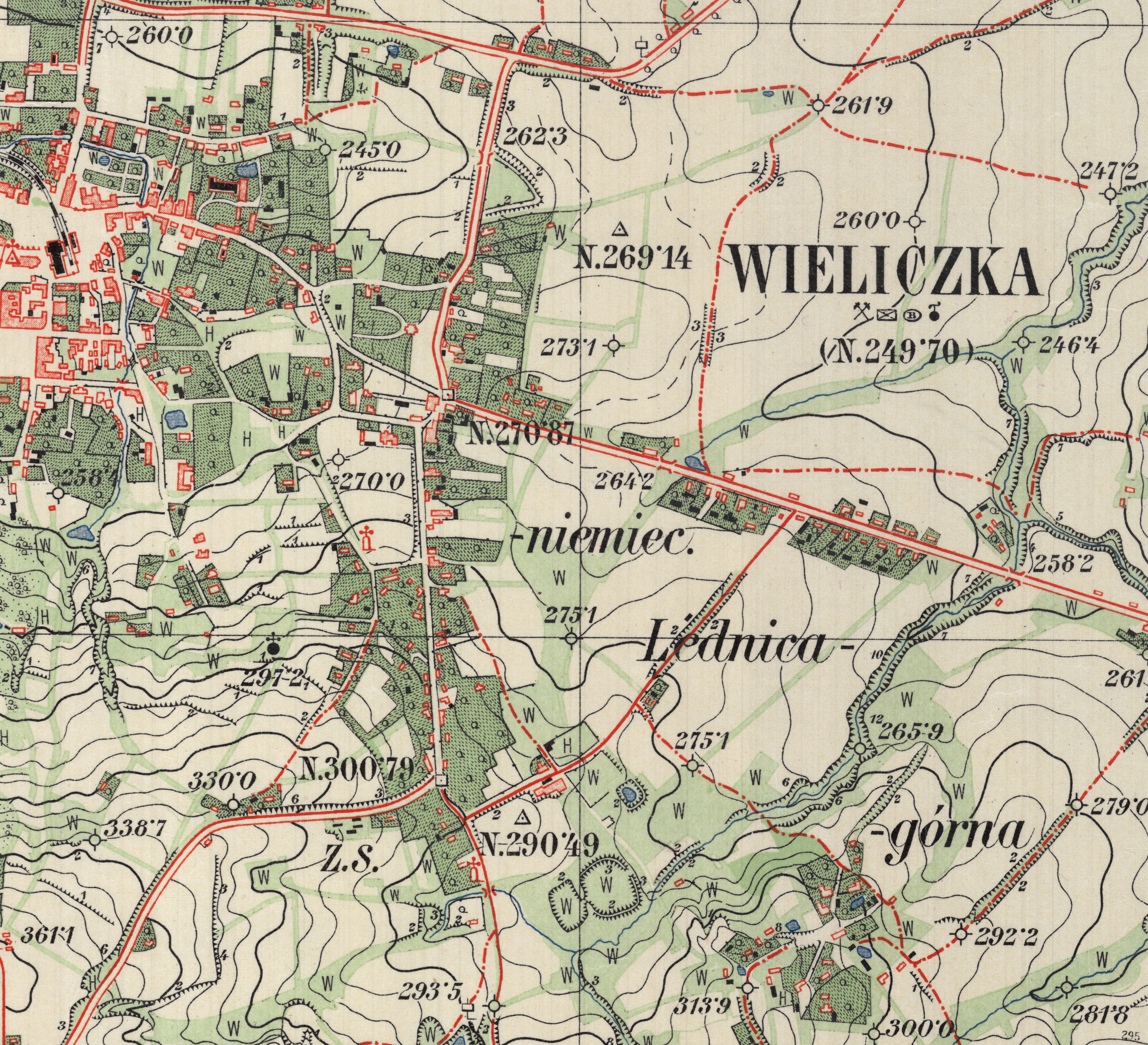
Lednica Niemiecka na austriackiej mapie (1900)

Zbór ewangelicko-augsburski w Wieliczce – filiał Wieliczka parafii ewangelickiej w Krakowie, należącej do diecezji katowickiej Kościoła Ewangelicko-Augsburskiego w RP.

## Historia
Pierwsze protestanckie kazanie w Wieliczce miało miejsce w 1556. Zostało wygłoszone przez Wawrzyńca Niezgodę, będącego kaznodzieją nadwornym Zygmunta II Augusta. Dwa lata później za sprawą żupnika Hieronima Bużeńskiego utworzony został tutaj filiał zboru w Krakowie, obsługiwany przez Stanisława Wiśniowskiego, diakona z Krakowa. W 1560 doszło do powstania samodzielnej parafii w Wieliczce, a Wiśniowski został mianowany duszpasterzem miejscowych wiernych.
W 1562 ks. Stanisław Wiśniowski podczas Synodu w Pińczowie podpisał ewangelickie wyznanie wiary, jednak był on również w tym czasie uczestnikiem synodów ariańskich. Oficjalnie poparł braci polskich w 1563, wskutek czego ewangelicki zbór w Wieliczce zakończył działalność.
W związku z ogłoszeniem patentu tolerancyjnego przez cesarza Józefa II Habsburga w 1781, w akcję kolonizacji józefińskiej zostali włączeni również osadnicy wyznania ewangelickiego. W 1784 założona została na południowo-wschodnich przedmieściach Wieliczki, wzdłuż nowej drogi do Gdowa, na terenie browaru w Lednicy Dolnej, osada a później samodzielna gmina Lednica Niemiecka. Jej mieszkańcami zostali koloniści wyznania luterańskiego, pochodzący z Turyngii. Zatrudnieni byli do pracy w kopalni soli. Pod koniec XIX wieku jako zamieszkałą przez kolonistów niemieckich określano czasem również Mierzączkę. Czynności religijne były dla nich sprawowane przez duchownych z parafii ewangelickich w Podgórzu oraz Wiatowicach.
Po zamknięciu kościoła ewangelickiego w Podgórzu w 1833 związanego z pozyskaniem kościoła św. Marcina jako nowej świątyni dla parafii w Krakowie, filiał w Lednicy wszedł w skład parafii ewangelickiej w Nowym Gawłowie. Wierni rozpoczęli wtedy starania się wybudowanie w ich wsi budynku szkoły ewangelickiej. Placówka została uruchomiona w 1843, w jej siedzibie odbywały się również nabożeństwa.
Podczas sprawowania administracji nad lednickimi wiernymi przez parafię Nowy Gawłów doszło do znacznego pogorszenia się sytuacji zboru. Z poprzednich 15 funkcjonujących tam gospodarstw pozostało 7, prowadzono jedynie dwa nabożeństwa rocznie, a koszta związane z działaniem własnej szkoły przekraczały możliwości finansowe wiernych. Prowadzeniem pogrzebów i chrztów dla ewangelików zajmowali się ponadto duchowni z parafii rzymskokatolickiej w Wieliczce.
Wobec zaniedbań wiernych czynionych przez parafię gawłowską, od 1872 Lednica została przyłączona do parafii w Krakowie. W związku z asymilacją członków zboru, w przeprowadzonym w 1890 na terenie Galicji spisie powszechnym wszyscy ledniccy ewangelicy zadeklarowali posługiwanie się językiem polskim. W 1900 roku natomiast 98 ewangelików (z 248 mieszkańców) w Lednicy Niemieckiej również zadeklarowało język polski jako język potoczny
W 1904 został otwarty nowy budynek szkoły. Jednak w 1907 placówka została zamknięta w wyniku problemów finansowych w związku z utrzymaniem nauczyciela. Od tej pory w dawnej siedzibie szkoły odbywały się jedynie lekcje religii, które prowadził dojeżdżający tam ksiądz. Szkoła stała się w 1910 instytucją publiczną. Lekcje religii odbywały się tam do czasu wybuchu I wojny światowej, kiedy dojazdy księdza zostały uniemożliwione przez działania wojenne.
Według Pierwszego Powszechnego Spisu Ludności z 1921 Lednicę Niemiecką zamieszkiwało 115 osób wyznania ewangelickiego.
Po odzyskaniu przez Polskę niepodległości filiał wraz z parafią macierzystą w Krakowie wszedł w 1922 w skład Kościoła Ewangelicko-Augsburskiego w RP. Po podziale parafii krakowskiej w 1923 na zbór polski przynależący do konsystorza warszawskiego i niemiecki, który wszedł w skład Kościoła Ewangelickiego Augsburskiego i Helweckiego Wyznania w Małopolsce, filia w Lednicy pozostała częścią parafii polskiej. W 1923 zbór lednicki liczył około 100 członków. Parafia krakowska utrzymywała kontakty z parafiami senioratu cieszyńskiego, a także polskimi wiernymi w Nowym Sączu, Jarosławiu oraz Lwowie, a ze strony filiału w działalność tę włączał się w szczególności dr Konrad Uhl.
Podczas okupacji niemieckiej w trakcie II wojny światowej członkowie zboru zostali wezwani do podpisania Volkslisty. Wobec ich sprzeciwu, 11 listopada 1940 powołana została komisja okupacyjna, która miała na celu zmuszenie ledniczan do deklaracji narodowości niemieckiej. Podczas spotkania zorganizowanego w budynku mieszczącym kaplicę mieszkańcy, w wyniku protestu, odmówili posługiwania się językiem niemieckim, wymagając obecności tłumacza. Namowom Niemców uległo jedynie kilku z nich. Wierni wysłali delegację do sekretarza Hansa Franka złożoną z kobiet, które oświadczyły, że ledniccy ewangelicy są Polakami. Doprowadziło to do zakończenia wywierania nacisków.
Pomimo postawy członków zboru podczas okupacji, po zakończeniu wojny padali oni ofiarami prześladowań ze strony katolickich mieszkańców, z racji kojarzenia ewangelików z Niemcami. Spowodowało to ich izolację, trwającą do czasu nawiązania stosunków partnerskich z katolicką parafią św. Klemensa w latach 90. XX wieku.

## Współczesność
Nabożeństwa w filiale w Wieliczce prowadzone są w kaplicy ewangelickiej przy ul. Gdowskiej 41 w każdą niedzielę i święta, dodatkowo w okresie adwentu i pasyjnym odbywają się nabożeństwa tygodniowe.